# Dictionnaire universel de commerce
Das Dictionnaire universel de commerce der Brüder Jacques Savary des Bruslons und Louis-Philémon Savary, zuerst veröffentlicht 1723, war ein enzyklopädisches Handelslexikon, das erste seiner Art. Es wurde in mehrere europäische Sprachen übersetzt, 1741–43 erschien die deutsche Ausgabe von Carl Günther Ludovici.
Die beiden Autoren kamen aus einer vornehmen Kaufmannsfamilie. Ihr Vater Jacques Savary (1622–1690) – der wohl weltweit erste Handelswissenschaftler – hatte 1673 den Code Savary verfasst, der auf Anordnung des Ministers Colbert das französische Handelsrecht regeln sollte, und dessen Ausführungen zwei Jahre später durch sein Buch Le parfait négociant („Der vollkommene Kaufmann“) ergänzt, das zum Bestseller wurde. Der Vater hatte mit dem Handelslexikon noch vor seinem Tod 1690 begonnen, seine Söhne komplettierten und veröffentlichten es.
Jacques Savary des Bruslons wurde 1686 Generalinspektor der Pariser Zollabfertigung. Das Dictionnaire universel de commerce entstand aus einer Liste der zu verzollenden Waren, der er weitere Begriffe aus Handel und Industrie hinzufügte und die Vorschriften und Regeln in Frankreich wie im Ausland. In Zusammenarbeit mit seinem Bruder Louis-Philémon Savary (1654–1727), Chorherr des Benediktinerklosters von Saint-Maur und Vertreter des Herzogtums Mantua am französischen Hof, schuf er daraus ein Lexikon, das dieser nach Jacques’ Tod fertigstellte und veröffentlichte.
Das Dictionnaire universel de commerce wurde später von Malachy Postlethwayt ins Englische übersetzt und erweitert.